# Jo Hoftijzer
Johannes Cornelis (Jo) Hoftijzer (Brielle, 25 februari 1917 – Tiel, 22 augustus 2000) was een Nederlands politicus van de VVD.
In september 1935 ging hij als volontair werken op de afdeling financiën in de gemeente Gorinchem. Na zijn militaire dienst werd hij op Schouwen-Duiveland tijdelijk gemeentesecretaris/ontvanger van de gemeenten Noordgouwe en Zonnemaire. Daarna was hij werkzaam bij de gemeente Krimpen aan den IJssel en Giessen voor hij aangesteld werd als waarnemend secretaris van de gemeenten Arkel en Kedichem. In december 1960 werd Hoftijzer de burgemeester van Schoondijke en in juni 1967 volgde zijn benoeming tot burgemeester van Lienden. Vanwege de aankomende gemeenteherziening bleef hij daar na zijn pensionering in 1982 aan als waarnemend burgemeester. De herindeling ging toen niet door (Lienden zou tot 1999 blijven bestaan) en midden 1988 nam de intussen 71-jarige Hoftijzer alsnog afscheid als 'eerste burger'. In 2000 overleed hij op 83-jarige leeftijd.